# Ken Leemans
Ken Leemans (ur. 5 stycznia 1983 w Vilvoorde) – belgijski piłkarz grający na pozycji pomocnika. W swojej karierze grał w KV Mechelen, Rodzie JC, VVV Venlo, Hansie Rostock oraz w De Treffers.
W Eredivisie rozegrał 105 spotkań i zdobył 6 bramek.

## Kariera
| Sezon   | Klub        | Kraj     | Liga           | Występy | Gole |
| ------- | ----------- | -------- | -------------- | ------- | ---- |
| 2000/01 | KV Mechelen | Belgia   | Eerste klasse  | 0       | 0    |
| 2001/02 | KV Mechelen | Belgia   | Eerste klasse  | 9       | 0    |
| 2002/03 | Roda JC     | Holandia | Eredivisie     | 0       | 0    |
| 2002/03 | VVV Venlo   | Holandia | Eerste divisie | 10      | 1    |
| 2003/04 | VVV Venlo   | Holandia | Eerste divisie | 30      | 4    |
| 2004/05 | VVV Venlo   | Holandia | Eerste divisie | 14      | 0    |
| 2005/06 | Roda JC     | Holandia | Eredivisie     | 20      | 0    |
| 2006/07 | Roda JC     | Holandia | Eredivisie     | 5       | 0    |
| 2007/08 | VVV Venlo   | Holandia | Eredivisie     | 19      | 3    |
| 2008/09 | VVV Venlo   | Holandia | Eerste divisie | 32      | 5    |
| 2009/10 | VVV Venlo   | Holandia | Eredivisie     | 25      | 2    |
| Łącznie | Łącznie     | Łącznie  | Łącznie        | 163     | 15   |